# Mickey He
Mickey He Shengming (nombre verdadero He Min, n. 9 de julio de 1976) es un actor y cantante chino. Nacido en Xiantao, Hubei, se trasladó a Guangzhou,  en la década de los años 1990 para seguir una carrera musical. Junto con Peng Liang y Yang Guang, formaron una banda musical en 1996, siendo el vocalista principal. Dejó la banda en 1998 y lanzó su primer sencillo titulado "Solo" de ese mismo año, bajo el nombre de Weiqi.
Recientemente ha encontrado el éxito en sus actuaciones como en dramas de televisión de China continental, la mayor parte de sus  producciones,fue Yu Zheng. También revivió su carrera musical, a pesar de que tuvo algunas dificultades en 1998.

## Filmografía
| Año  | Título                                             | Personaje                           | Notes |
| ---- | -------------------------------------------------- | ----------------------------------- | --- |
| 2001 | Striking a Heavy Blow (TV)                         |                                     | |
| 2004 | Ye Lin Tan Da Dao Dong (TV)                        | Tang Jun                            | |
| 2008 | Nan Wei Nu'er Hong (TV)                            |                                     | Cameo appearance                                                                                                  |
| 2008 | One Thousand Teardrops (TV)                        | Wan Jiahui                          | Opening theme: "Zai Jian" Ending theme: "One Thousand Teardrops" (with Jiang Hong) Sub-theme song: "Four Seasons" |
| 2008 | Rose Martial World (TV)                            | Lin Chuyi                           | Opening theme: "Jianghu Yao"                                                                                      |
| 2009 | Four Women Conflict (TV)                           | Ling Yun                            | aka Love Tribulations Opening theme: "Suo Qing Qiu" (with Tang Hongfei)                                           |
| 2009 | Good Wife, Wise Mother (TV)                        | Chen Jiaye                          | Opening theme: "Yong Yuan" Ending theme: "Chong Sheng"                                                            |
| 2009 | Schemes of a Beauty (TV)                           | Zhou Yafu                           | Ending theme: "Jiao Fang Dian"                                                                                    |
| 2009 | Pretty Maid (TV)                                   | Shen Liunian                        | Ending theme: "Ru Hua"                                                                                            |
| 2010 | Detective Dee and the Mystery of the Phantom Flame | soldier                             | extra |
| 2010 | Happy Mother-in-law, Pretty Daughter-in-law (TV)   | Tie Changhuan                       | Opening theme: "Huan Xi Ge" (with Myolie Wu) Ending theme: "Li Hai Liao"                                          |
| 2010 | Spell of a Fragrance (TV)                          | Gong Shaohua                        | Opening theme: "Shang Shan Ruo Shui" Ending theme: "Hui Bu Liao" (with Sunny Deng)                                |
| 2011 | Palace (TV)                                        | Yinzhen, the Fourth Imperial Prince | Opening theme: "Ai De Gong Yang" (with Xiang Ying) Ending theme: "Jian Huo Bu Jian"                               |
| 2011 | World of a Beauty (TV)                             | Pei Shaoqing                        | Ending theme: "Tang Ge" post-production                                                                           |
| 2011 | Hidden Intention (TV)                              | Dai Yongcheng                       | post-production                                                                                                   |
| 2012 | Bian Di Lang Yan                                   | Xiao Wu                             | filming |
| 2012 | Qing Cheng Xue (TV)                                | Fang Tianyu                         | filming |
| 2012 | Yun Zhong Ge (TV)                                  | Liu Xuan                            | pre-production |
| 2012 | Palace 2 (TV)                                      | Yinzhen, the Fourth Imperial Prince | pre-production |

## Discografía
- 1999: Wei He Ai Qing De Zi Wei Shi Zhe Me Qi Wei (Why is the Taste of Love so Beautiful?)
- 2002: Meng Jian Mei Li (Dreaming Beauty)
- 2006: Yu Le Xiao Ying (Entertainment Effect)